# Jacques Darriulat
Pour les articles homonymes, voir Darriulat.
Jacques Darriulat, né le 30 mars 1946 à Paris, est un philosophe de l'art français. Il est le frère du physicien Pierre Darriulat et de l’historien Philippe Darriulat. Sa recherche, toujours complémentaire de son enseignement, prend sa source dans l’histoire de la peinture et vise à définir l’effet mimétique de l'image depuis la pré-Renaissance et la Renaissance.

## L'enseignant
Jacques Darriulat entre à l'École Normale Supérieure de Saint-Cloud en 1966 et passe l’agrégation de philosophie en 1970. Enseignant à Juvisy (Essonne) puis au lycée Balzac à Paris, il tient une rubrique de critique d'art dans Combat, de 1972 jusqu’à la disparition de ce journal en 1974, ainsi que dans Le Point, de la fondation du journal en 1972, jusqu’en 1975. Cette activité le conduit à développer une réflexion générale sur l'art du peintre, recherche d’abord solitaire qui prend par la suite la forme d’un doctorat d’État sous la direction d’Olivier Revault d'Allonnes. Nommé en 1985 à la chaire de Lettres Supérieures du lycée Henri-IV à Paris, il obtient en 1990 le titre de docteur pour un travail intitulé Qu’est-ce qu’un tableau ? Essai sur la formation des images en Europe depuis Giotto. De 1997 à 2011, il enseigne la philosophie de l’art en qualité de maître de conférences à l’Université de Paris-IV, « Paris-Sorbonne ». Depuis 2011, Jacques Darriulat poursuit ses réflexions dans les conférences données dans différentes institutions (comme les cycles des Mardis de la Philo ou le Forum Philo au Mans en 2018) et publie régulièrement de nouveaux textes sur son site.

## L'œuvre
La lecture du Séminaire XI de Jacques Lacan le conduit à interpréter l'effet mimétique que vise à produire l'image telle qu’elle se structure depuis la renaissance comme une inversion imaginaire du sens du regard : le spectateur ne voit le tableau qu’à la condition de discerner le point depuis lequel le tableau le regarde. Cette rencontre s’accomplit en trois temps – le Spectaculaire, l’Hallucinaire et l’Onirique – qui font l’objet d’une première publication, reprise de son doctorat : Métaphores du regard (1993). Les essais suivants développent cette même intuition : le regard détourné dans la marge (L’Escamoteur, attribué à Jérôme Bosch, Saint-Germain-en-Laye), la perspective plongeant dans la nuit de La Chasse d'Uccello (Ashmolean Museum) et le supplice des flèches – alignées sur les lignes de fuite convergeant vers le point de vue – dans l'iconographie renaissante de saint Sébastien. Un essai plus tardif, en collaboration avec Raphaël Enthoven, qui fut son élève à Henri-IV, prolonge le thème du regard dans le tableau par une analyse des intérieurs de Vermeer. L’étude portant sur une méthode de résolution des carrés magiques, qu’on peut raisonnablement attribuer à Pascal, n'est qu'en apparence étrangère à ces recherches : le centre du carré est l'axe insaisissable – vanishing point – autour duquel se construit la magie, de même que le centre de la perspective est le point évanouissant sur lequel prend appui l’équilibre de l'image.

## «Un site est un autre type d’œuvre»
À partir de 2007, Jacques Darriulat met en ligne un site consacré à la philosophie en général et à la philosophie esthétique en particulier. Ce site est singulier par son ampleur (les textes qui s’y trouvent, imprimés en continu, donneraient lieu à 35 volumes de 300 pages chacun) et peut-être aussi par son projet : il s’agit d’inventer une œuvre en devenir d’un nouveau type, échappant au ne varietur de l'édition papier et offrant un paysage textuel en lequel il appartient au lecteur de tracer son propre itinéraire. Il y propose une grande partie de l'œuvre, passée et en cours, qui n’a pas été publiée sous la forme de livres. Ainsi retrouve-t-on la plupart des enseignements dispensés à la Sorbonne en des textes achevés qui sont davantage que de simples retranscriptions, comme l’affirme leur auteur : « Mon écriture est alors passée dans mes cours, car j’ai depuis longtemps l’habitude de les rédiger pour eux-mêmes tout autant que pour l’exposé oral. »

## Publications

### Ouvrages
- Métaphores du Regard : Essai sur la formation des images depuis Giotto, Paris, La Lagune, 1993 (OCLC 415281088).
- L’Arithmétique de la Grâce : Pascal et les carrés magiques, Paris, Les Belles Lettres, 1994 (OCLC 31881648).
- Jérôme Bosch et la fable populaire : Une légende médiévale aux sources de “L’Escamoteur” de Saint-Germain-en-Laye, Paris, La Lagune, 1995 (OCLC 33271004).
- Uccello : chasse et perspective, Paris, Kimé, 1997 (OCLC 416818108).
- Sébastien le Renaissant : Sur le martyre de saint Sébastien dans la seconde moitié du Quattrocento, Paris, La Lagune, 1998 (OCLC 409101445).
- avec Raphaël Enthoven, Vermeer, le jour et l'heure, Paris,  Fayard, 2017 (OCLC 973494868).
- Les Années néoréalistes – 1945-1963, Paris, éd. Rhuthmos, coll. « « Rythmanalyses » », 2018 (OCLC 1108829316).

### Articles
- « Descartes et la mélancolie », Revue philosophique de la France et de l’étranger, PUF, no 4,‎ octobre-décembre 1993, p. 485-486.
- « Le regard des objets dans la peinture de Vanité au XVIIe siècle », Le Regard dans les arts plastiques et la littérature (Angleterre, États-Unis), textes réunis par Pierre Arnaud et Elisabeth Angel-Perez, Paris, Presses de l'université Paris-Sorbonne,‎ 2003, p. 9-18.
- « Le Rossignol et la diva : L'art vocal entre expression et cantabile de Charles Perrault à Hegel », dans Danielle Cohen-Levinas, Musique et Philosophie, Paris,  L’Harmattan, coll. « Orfeo », 2005, p. 139-161.
- « Le monstre et l’Idéal : Qu’est-ce qu’un monstre », Débats philosophiques, coordonné par Annie Ibrahim, Paris, PUF,‎ 2005, p. 81-111.
- « Kant et l’esthétique du dessin », Revue philosophique de la France et de l’étranger, PUF, no 2,‎ avril-juin 2007, p. 157-175.